# Enes Ünal
Enes Ünal (sinh ngày 10 tháng 5 năm 1997) là một cầu thủ bóng đá chuyên nghiệp người Thổ Nhĩ Kỳ thi đấu ở vị trí tiền đạo cho câu lạc bộ Bournemouth và đội tuyển quốc gia Thổ Nhĩ Kỳ.

## Thống kê sự nghiệp

### Câu lạc bộ
Tính đến ngày 9 tháng 3 năm 2024
| Club               | Season       | League             | League | League | National cup | National cup | League cup | League cup | Continental | Continental | Other | Other | Total | Total |
| Club               | Season       | Division           | Apps   | Goals  | Apps         | Goals        | Apps       | Goals      | Apps        | Goals       | Apps  | Goals | Apps  | Goals |
| ------------------ | ------------ | ------------------ | ------ | ------ | ------------ | ------------ | ---------- | ---------- | ----------- | ----------- | ----- | ----- | ----- | ----- |
| Bursaspor          | 2013–14      | Süper Lig          | 16     | 3      | 5            | 3            | —          | —          | 2           | 0           | —     | —     | 23    | 6     |
| Bursaspor          | 2014–15      | Süper Lig          | 19     | 1      | 10           | 0            | —          | —          | 2           | 0           | —     | —     | 31    | 1     |
| Bursaspor          | Total        | Total              | 35     | 4      | 15           | 3            | —          | —          | 4           | 0           | —     | —     | 54    | 7     |
| Manchester City    | 2015–16      | Premier League     | 0      | 0      | 0            | 0            | —          | —          | 0           | 0           | —     | —     | 0     | 0     |
| Genk (loan)        | 2015–16      | Belgian Pro League | 12     | 1      | 2            | 1            | —          | —          | 0           | 0           | —     | —     | 14    | 2     |
| NAC Breda (loan)   | 2015–16      | Eerste Divisie     | 11     | 8      | 0            | 0            | —          | —          | —           | —           | 3     | 0     | 14    | 8     |
| Twente (loan)      | 2016–17      | Eredivisie         | 32     | 18     | 1            | 1            | —          | —          | —           | —           | —     | —     | 33    | 19    |
| Villarreal         | 2017–18      | La Liga            | 23     | 5      | 3            | 0            | —          | —          | 5           | 0           | —     | —     | 31    | 5     |
| Levante (loan)     | 2017–18      | La Liga            | 7      | 1      | 0            | 0            | —          | —          | —           | —           | —     | —     | 7     | 1     |
| Valladolid (loan)  | 2018–19      | La Liga            | 33     | 6      | 1            | 0            | —          | —          | —           | —           | —     | —     | 34    | 6     |
| Valladolid (loan)  | 2019–20      | La Liga            | 35     | 6      | 2            | 2            | —          | —          | —           | —           | —     | —     | 37    | 8     |
| Valladolid (loan)  | Total        | Total              | 68     | 12     | 3            | 2            | —          | —          | —           | —           | —     | —     | 71    | 14    |
| Getafe             | 2020–21      | La Liga            | 28     | 4      | 1            | 1            | —          | —          | —           | —           | —     | —     | 29    | 5     |
| Getafe             | 2021–22      | La Liga            | 37     | 16     | 0            | 0            | —          | —          | —           | —           | —     | —     | 37    | 16    |
| Getafe             | 2022–23      | La Liga            | 35     | 14     | 3            | 1            | —          | —          | —           | —           | —     | —     | 38    | 15    |
| Getafe             | 2023–24      | La Liga            | 3      | 0      | 2            | 0            | —          | —          | —           | —           | —     | —     | 5     | 0     |
| Getafe             | Total        | Total              | 103    | 34     | 6            | 2            | —          | —          | —           | —           | —     | —     | 109   | 36    |
| Bournemouth (loan) | 2023–24      | Premier League     | 5      | 1      | 1            | 0            | —          | —          | —           | —           | —     | —     | 6     | 1     |
| Career total       | Career total | Career total       | 294    | 84     | 29           | 9            | 0          | 0          | 9           | 0           | 3     | 0     | 336   | 93    |

1. ↑  Includes Turkish Cup, Belgian Cup, KNVB Cup, Copa del Rey, FA Cup
2. ↑  Appearances in Eerste Divisie promotion play-offs
3. ↑  Appearances in UEFA Europa League

### Quốc tế
Tính đến ngày 22 tháng 3 năm 2024
| Đội tuyển quốc gia | Năm       | Trận | Bàn |
| ------------------ | --------- | ---- | --- |
| Thổ Nhĩ Kỳ         | 2015      | 1    | 0   |
| Thổ Nhĩ Kỳ         | 2016      | 2    | 0   |
| Thổ Nhĩ Kỳ         | 2017      | 4    | 0   |
| Thổ Nhĩ Kỳ         | 2018      | 4    | 0   |
| Thổ Nhĩ Kỳ         | 2019      | 2    | 2   |
| Thổ Nhĩ Kỳ         | 2020      | 4    | 0   |
| Thổ Nhĩ Kỳ         | 2021      | 7    | 0   |
| Thổ Nhĩ Kỳ         | 2022      | 6    | 1   |
| Thổ Nhĩ Kỳ         | 2023      | 2    | 0   |
| Thổ Nhĩ Kỳ         | 2024      | 1    | 0   |
| Tổng cộng          | Tổng cộng | 33   | 3   |

Tính đến ngày 19 tháng 11 năm 2022.
Bàn thắng và kết quả của Thổ Nhĩ Kỳ được để trước.
| # | Ngày                 | Địa điểm                                         | Số trận | Đối thủ      | Bàn thắng | Kết quả | Giải đấu                 |
| - | -------------------- | ------------------------------------------------ | ------- | ------------ | --------- | ------- | ------------------------ |
| 1 | 17 tháng 11 năm 2019 | Sân vận động quốc gia, Andorra la Vella, Andorra | 13      | Andorra      | 1–0       | 2–0     | Vòng loại UEFA Euro 2020 |
| 2 | 17 tháng 11 năm 2019 | Sân vận động quốc gia, Andorra la Vella, Andorra | 13      | Andorra      | 2–0       | 2–0     | Vòng loại UEFA Euro 2020 |
| 3 | 19 tháng 11 năm 2022 | Sân vận động Gaziantep, Gaziantep, Thổ Nhĩ Kỳ    | 30      | Cộng hòa Séc | 1–0       | 2–1     | Giao hữu                 |